# رود توکورو
رود توکورو رودی است به دریای اختسک می‌ریزد. این رود از کشور ژاپن می‌گذرد.